# Trstenik
Trstenik (cyr. Трстеник) – miasto w Serbii, w okręgu rasińskim, siedziba gminy Trstenik. W 2011 roku liczyło 15 282 mieszkańców.